# Francesco Misiani
Francesco Misiani (Taurianova, 13 marzo 1936 – Roma, 29 dicembre 2009) è stato un magistrato e avvocato italiano.

## Biografia
È entrato in magistratura nel 1965, all'età di 29 anni. Tra i fondatori di Magistratura Democratica, la corrente di sinistra dell'Associazione Nazionale Magistrati, lavorando alla Procura della Repubblica di Roma, è stato protagonista di tutte le stagioni dell'emergenza, dagli anni del terrorismo a quelli della mafia fino a Tangentopoli.
Insieme al magistrato Domenico Sica, ha lavorato all'Alto Commissariato antimafia.
Nel 1996 è indagato dalla Procura di Milano per favoreggiamento nei confronti di Renato Squillante, l'ex capo dei GIP del Tribunale di Roma, arrestato per iniziativa della stessa procura per fatti di corruzione (processo SME). Secondo l'accusa, Misiani avrebbe informato Renato Squillante, in un colloquio avvenuto al bar Mandara di Roma il 2 marzo 1996, dell'esistenza del un procedimento penale a suo carico per il reato di corruzione. Si assumeva che tale colloquio fosse stato registrato, ma poi si scoprirà che la registrazione in effetti non esisteva. Per tali fatti, con provvedimento del 23 gennaio 1997 del Consiglio Superiore della Magistratura, Misiani è stato trasferito d'ufficio al Tribunale di Napoli. Tale provvedimento è stato poi annullato dal TAR del Lazio. Ma nel frattempo, Misiani si era già dimesso dalla magistratura, nel 2000. Il processo penale si è concluso in primo grado con l'assoluzione "perché il fatto non sussiste", nonostante fosse già maturata la prescrizione. Si è ritenuto, cioè, che Misiani, al di là della prescrizione dichiarata per altri imputati, meritava l'assoluzione. La sentenza non è stata impugnata dalla Procura di Milano ed è quindi passata in giudicato.
Uscito dalla magistratura, ha svolto la professione di avvocato.
È scomparso nel 2009 a 73 anni a seguito di una grave malattia.

## Pubblicazioni
- Per fatti di mafia, Sapere 2000, Roma, 1991
- La toga rossa, con Carlo Bonini, Tropea editore, Milano, 1998